# 李仁霖
李仁霖（1942年10月—），男，四川营山人，中华人民共和国农业经济学家，四川省农业科学院原副院长、研究员，曾任九三学社中央委员会常务委员、四川省委员会副主任委员，第九、十届全国政协委员。